# جلبان كرمي
الجلبان الكرمي (باللاتينية: Lathyrus vinealis) نوع نباتي من جنس الجلبان ينتمي إلى الفصيلة البقولية.

## الموئل والانتشار
موطنه بلاد الشام وتركيا وأرمينيا.